# Exoprosopa angusta
Exoprosopa angusta är en tvåvingeart som beskrevs av Mario Bezzi 1924. Exoprosopa angusta ingår i släktet Exoprosopa och familjen svävflugor.
Artens utbredningsområde är Madagaskar. Inga underarter finns listade i Catalogue of Life.